# Ґенджі Шімада
Ґенджі Шімада (англ. Genji Shimada; яп. シマダ・ゲンジ) — вигаданий персонаж медіафраншизи Overwatch, відеоігри якої розробляє та видає американська компанія Blizzard Entertainment.
Ґенджі був молодшим сином глави клану ніндзя Шімада. У передісторії Ґенджі жив розкішним життям, але його зарозумілість призвела до конфлікту з його старшим братом Хандзо, який, зрештою, ледве не вбив його, однак завдяки Overwatch Ґенджі вдалося вижити, втративши водночас обидві ноги та праву руку, які були замінені на механічні протези. У грі Ґенджі був представлений як персонаж із високим рівнем складності. Він просунутий ніндзя-кіборг, який використовує шюрикени для атаки, короткий клинок-танто для відбиття чужих снарядів і швидкого удару крізь ворогів, а також катану, якою він розсікає своїх ворогів у ближньому бою під час своєї ультимативної здатності «Лезо дракона».
Історія і здібності Ґенджі були позитивно зустрінуті критиками та гравцями.

## Створення
Спочатку Ґенджі його брат Хандзо були задумані як один персонаж, на ім'я Хандзо, але Blizzard вирішила, що його набір умінь (стрільба з лука, кидки шюрікенами та атака катаною) занадто складний у плані механіки, тому його розділили на двох персонажів. Хандзо зберіг ім'я оригінального персонажа і його загальну естетику. У бета-тестуванні Ґенджі був описаний як наймобільніший персонаж у грі з унікальними здібностями, які дають змогу здійснювати подвійні стрибки й дертися по стінах. За зізнанням одного з авторів гри, Джеффа Каплана, Ґенджі не є його улюбленим персонажем, і він віддає свою перевагу другому братові Шімада — Хандзо.
Історія і стосунки між двома братами були натхненні фільмом «Мрії Джіро про суші», в якому старшому братові довелося успадкувати ресторан і продовжити справу батька, тоді як у молодшого брата було більше свободи. Ґенджі озвучує Ґаку Спейс.

## Ігровий процес
Ґенджі належить до класу «шкоди». Його основна атака — кидок трьома шюрікенами, які він здатний кидати в ряд, або віялом. Зі здатністю вакідзасі, короткого клинка, він здатний відбити будь-які снаряди, включно з суперздібностями, і відправити їх назад до супротивника. Його друга здатність, «Блискавичний удар», змушує Ґенджі кинутися вперед, пронизуючи всіх супротивників, що стоять на його шляху. Якщо Ґенджі вдається вбити ворога за допомогою цієї здатності, її перезаряджання скидається. Суперздібність Ґенджі — «Лезо дракона», за допомогою якого за обмежений час можна завдавати удари по будь-яких цілях у межах досяжності. Як і його брат Хандзо, Ґенджі має пасивну здатність під назвою «Кіберспритність», що дає змогу Ґенджі дертися по стінах.

## Появи

### Overwatch
Згідно з біографією гри, Ґенджі 37 років. Він родом із сім'ї Шімада — клану вбивць. Бувши молодшим братом, Ґенджі був зарозумілий і мало цікавився незаконним бізнесом своєї сім'ї. Багато членів клану вважали, що його безтурботний спосіб життя не обіцяє нічого хорошого і може обернутися бідою, і тому їх обурювала надмірна увага й опіка, яку батько Ґенджі виявляв до сина. Після раптової загибелі глави клану старійшини зажадали від Хандзо, щоб Ґенджі взяв більшу участь у долі кримінальної імперії їхнього батька. Він відмовився, чим накликав на себе гнів свого брата. Пристрасті досягли такого напруження, що брати кинулися один на одного зі зброєю. У результаті Ґенджі ледь не помер від важких ран, які завдав йому Хандзо — сам він вирішив, що вбив власного брата і, приголомшений скоєним, назавжди відрікся від власного клану. Ґенджі чіплявся за життя і, завдяки діям Overwatch і втручанню Янгола, Ґенджі вдалося врятувати. Нове кібертіло зробило його ще швидшим і поліпшило його навички ніндзя. Перетворений на живу зброю, він кинув усі свої сили на знищення кримінальної імперії, яка належала його родині.

### Heroes of the Storm
Ґенджі було додано до гри у квітні 2017 року. Heroes of the Storm — це багатокористувацька онлайн-відеогра від Blizzard. Здібності героя майже ідентичні його здібностям в Overwatch. Вони включають в себе: «Кіберспритність», «Шюрікени», «Відбиття атак», «Блискавичний удар» і «Лезо дракона». Єдиною істотною відмінністю є додаткова здатність «Перехресний удар», під час якої Ґенджі здійснює два удари, що розсікають. Через короткий проміжок часу в місці цих ударів відбувається вибух, що завдає шкоди супротивникам у зоні ураження. На думку критиків, гра по-новому розкрила характер персонажа, показавши властиве йому несподіване почуття гумору і допомогла більше дізнатися про його минуле.

### Інші появи

#### Анімаційні фільми
У травні 2016 року Ґенджі вперше з'явився в анімаційному короткометражному фільмі «Два Дракони».